# Ticket to Mayhem
Ticket to Mayhem è il secondo album in studio del gruppo musicale Thrash metal statunitense Whiplash, pubblicato nel 1987 per l'etichetta discografica Roadrunner Records.

## Tracce
1. Perpetual Warfare - 1:42
2. Walk the Plank - 4:26
3. Last Nail in the Coffin - 4:36
4. Drowning in Torment - 3:52
5. The Burning of Atlanta - 4:55
6. Eternal Eyes (Last Nail in the Coffin, Part 2) - 3:25
7. Snake Pit - 3:54
8. Spiral of Violence - 5:46
9. Respect the Death - 3:11
10. Perpetual Warfare (Outro) - 1:42

## Formazione
- Tony Portaro - voce e chitarra
- Tony Bono - basso
- Joe Cangelosi - batteria